# Casteldelci
Casteldelci (Castel en dialecte romagnol) est une commune italienne de moins de 1 000 habitants, située dans la province de Rimini, dans la région Émilie-Romagne. Le village fait partie de la région historique du Montefeltro.

## Géographie
Casteldelci est situé à environ 632 mètres d’altitude sur les bords du torrent Senatello, affluent de droite du fleuve Marecchia, dans la haute vallée du Marecchia à 54 km de Rimini, à 9 km de Balze de la commune de Verghereto, 27 km du passo di Viamaggio qui unit la Toscane et l’Émilie-Romagne.

Casteldelci occupe l’extrémité de la province de Rimini, au point de jonction des trois régions : Émilie-Romagne, Toscane et Marches.

## Histoire
Initialement, en 1860, lors de l'unification de l'Italie, Casteldelci fut rattachée à la région des Marches (province de Pesaro et Urbino). Ce n'est que tout récemment, le 15 août 2009, qu'elle en a été détachée, conjointement avec six autres communes du Haut-Valmarecchia, en application des résultats d'un référendum tenu les 17 et 18 décembre 2006, pour être rattachée à l'Émilie-Romagne. Sur cette modification territoriale, pourtant pleinement entrée en vigueur, a pesé jusqu'au 10 juillet 2010 le recours de la région des Marches devant la Cour constitutionnelle, qui l'a rejeté pour inadmissibilité, vu son absence de fondement, aucune loi n'ayant été violée ou enfreinte .

## Administration
| Période                                  | Période  | Identité      | Étiquette     | Qualité |
| ---------------------------------------- | -------- | ------------- | ------------- | ------- |
| 08/08/2009                               | En cours | Mario Fortini | Liste civique |         |
| Les données manquantes sont à compléter. |          |               |               |         |

### Hameaux
Giardiniera, Monte, Mercato, Schigno, Senatello, Poggio Ancisa, Fragheto

### Communes limitrophes
Badia Tedalda, Pennabilli, Sant'Agata Feltria, Sestino, Verghereto

## Population

### Évolution de la population en janvier de chaque année
| 1861  | 1901  | 1921  | 1951  | 1961  | 1971 | 1981 | 1991 | 2001 |
| ----- | ----- | ----- | ----- | ----- | ---- | ---- | ---- | ---- |
| 1 103 | 1 517 | 1 537 | 1 531 | 1 184 | 811  | 676  | 585  | 511  |

| 2011 | - | - | - | - | - | - | - | - |
| ---- | - | - | - | - | - | - | - | - |
| 454  | - | - | - | - | - | - | - | - |

## Personnalitésiées à la commune
- Uguccione della Faggiola (1250-1319), condottiere

## Monuments et sites d’intérêt
- Ponte Vecchio d’origine médiévale, ce pont construit en bois à l’origine, était le second pont du valle Marecchia après celui de Rimini. Reconstruit en pierre à une arche à dos-d’âne, il conserve son aspect médiéval.
- Château antique des Della Faggiola (en ruine)
- l’église de la Madonna del Piano (hameau de Fragheto)
- L’église de Santa Maria in Sasseto
- Le musée archéologique : témoignages archéologiques de la vallée du Senatello : cartes, nécropoles, céramiques, ustensiles de l’époque romaine, etc .
- La torre di Gattara, construite en 1100 et de forme carrée, la tour est le reste d’une ancienne fortification.